# Sávozott fahágó
A sávozott fahágó (Dendrocolaptes certhia) a madarak osztályának verébalakúak (Passeriformes) rendjébe, valamint a fazekasmadár-félék (Furnariidae) családjába és a fahágóformák (Dendrocolaptinae) alcsaládjába tartozó faj.

## Rendszerezése
A fajt Pieter Boddaert holland orvos és ornitológus írta le 1783-ban, a Picus nembe Picus certhia néven.

## Alfajai
- Dendrocolaptes certhia certhia (Boddaert, 1783)
- Dendrocolaptes certhia concolor Pelzeln, 1868
- Dendrocolaptes certhia juruanus H. Ihering, 1905
- Dendrocolaptes certhia medius Todd, 1920
- Dendrocolaptes certhia polyzonus Todd, 1913
- Dendrocolaptes certhia radiolatus P. L. Sclater & Salvin, 1868[2]

## Előfordulása
Bolívia, Brazília, Kolumbia, Ecuador, Francia Guyana, Guyana, Peru, Suriname és Venezuela területén honos. 
Természetes élőhelyei a szubtrópusi és trópusi  síkvidéki esőerdők, mocsári erdők és cserjések. Állandó, nem vonuló faj.

## Megjelenése
Testhossza 29 centiméter, testtömege 50-79 gramm.

## Életmódja
Főleg rovarokkal táplálkozik, de néha kisebb gerinceseket is fogyaszt.

## Természetvédelmi helyzete
Az elterjedési területe rendkívül nagy, egyedszáma pedig stabil. A Természetvédelmi Világszövetség Vörös listáján nem fenyegetett fajként szerepel.